# Matasano, Jitotol
Matasano är en ort i Mexiko.   Den ligger i kommunen Jitotol och delstaten Chiapas, i den sydöstra delen av landet, 700 km öster om huvudstaden Mexico City. Matasano ligger 1 490 meter över havet och antalet invånare är 203.
Terrängen runt Matasano är kuperad åt sydost, men åt nordväst är den bergig. Runt Matasano är det ganska tätbefolkat, med 116 invånare per kvadratkilometer. Närmaste större samhälle är Bochil, 6,0 km söder om Matasano. I omgivningarna runt Matasano växer huvudsakligen savannskog.